# Tehniška fakulteta »Mihajlo Pupin« v Zrenjaninu
Tehniška fakulteta »Mihajlo Pupin« (izvirno srbsko Tehnički fakultet Mihajlo Pupin u Zrenjaninu), s sedežem v Zrenjaninu, je fakulteta, ki je članica Univerze v Novem Sadu.
Trenutni dekan je prof. dr. Momčilo Bjelica. 